# Opuntia robinsonii
Opuntia robinsonii ist eine Pflanzenart in der Gattung der Opuntien (Opuntia) aus der Familie der Kakteengewächse (Cactaceae). Das Artepitheton robinsonii ehrt den US-amerikanischen Botaniker Benjamin Lincoln Robinson.

## Beschreibung
Opuntia robinsonii wächst strauchig und erreicht Wuchshöhen von bis zu 1 Meter. Häufig wird ein auffälliger kräftiger bedornter Stamm ausgebildet. Die grünen, kahlen, mehr oder weniger kreisrunden Triebabschnitte sind 15 bis 20 Zentimeter breit. Die Areolen stehen 2,5 bis 3 Zentimeter voneinander entfernt. Ihre Glochiden sind gelb. Der meist einzelne Dorn, der gelegentlich fehlt, ist abwärts gebogen und 1 bis 2 Zentimeter lang.
Die leuchtend zitronengelben Blüten erreichen Durchmesser von 8 bis 9 Zentimeter. Die birnenförmigen Früchte weisen einen Durchmesser von bis zu 3 Zentimeter und eine Länge von 5 bis 6 Zentimeter auf.

## Verbreitung und Systematik
Opuntia robinsonii ist im mexikanischen Bundesstaat Sinaloa verbreitet.
Die Erstbeschreibung erfolgte 1929 durch Jesús González Ortega.

## Nachweise